# Jean-Marc Doussain
Jean-Marc Doussain (ur. 12 lutego 1991 r. w Tuluzie) – francuski rugbysta, grający na pozycji łącznika młyna w zespole Stade Toulousain, reprezentant kraju. Mistrz Francji, zdobywca srebrnego medalu podczas Pucharu Świata w 2011.

## Kariera klubowa
Pochodzi z rodziny związanej z rugby – zarówno ojciec, Jean, jak i starszy brat, Stéphane, grali na pozycji łącznika ataku. Grać w rugby zaczął w wieku sześciu lat w klubie w miejscowości Sainte-Croix-Volvestre, po czym spędził cztery lata w klubie z Saint Girons. Został wybrany do drużyny departamentu i regionu – dobre występy pozwoliły mu związać się z klubem Stade Toulousain w wieku szesnastu lat. Skierowany został od razu do drużyny nadziei klubu. W 2008 r. z drużyną kadetów zdobył mistrzostwo kraju.
Debiut w seniorskiej drużynie zaliczył w listopadzie 2009 w meczu z US Montauban, jednak częściej na boisku zaczął pojawiać się w następnym sezonie. Pozwalały mu na to kontuzje podstawowych zawodników na obu pozycjach, Élissalde'a, Michalaka, Kellehera, Vergallo czy Skreli, a także powołania na Puchar Sześciu Narodów. Lecz już ostatnie pięć spotkań sezonu 2010/11 rozpoczynał w pierwszym składzie, a jego drużyna w finale pokonała Montpellier zdobywając mistrzostwo Francji. Zagrał też w pięciu meczach zakończonej na półfinale kampanii klubu w Pucharze Heinekena 2010/11. Udany sezon zakończył wyróżnieniem dla Odkrycia roku. W maju 2010 roku podpisał kontrakt na grę w tym klubie do końca sezonu 2013/14, a już w kolejnym sezonie jego zespół obronił tytuł mistrza kraju. W sezonie 2013/2014 znajdował się na szerokiej liście nominowanych do wyróżnienia dla najlepszego gracza w Europie.

## Kariera reprezentacyjna
Reprezentował kraj w kilku kategoriach wiekowych – rozpoczął w 2008 roku od kadry U-17 i kadry U-18. Tę drugą poprowadził w roku 2009 do mistrzostwa Europy. W latach 2008-2010 był nominowany do francuskiej akademii rugby i do narodowej drużyny U-19.
Z reprezentacją U-20 wystąpił w 2010 roku w Pucharze Sześciu Narodów zajmując czwarte miejsce oraz w mistrzostwach świata juniorów, które Francuzi zakończyli na piątej lokacie. W 2011 ponownie zagrał w obu tych imprezach, tym razem jako kapitan. W Pucharze Sześciu Narodów Francuzi przegrali jedynie z Anglią, natomiast w mistrzostwach świata juniorów poprowadził drużynę do czwartego miejsca – najlepszego dotychczas wyniku francuskiej reprezentacji U-20 w historii tej imprezy.
Po kontuzji Davida Skreli 14 września został powołany do składu reprezentacji narodowej na Puchar Świata w Rugby 2011. Wszedł na boisko na ostatnie pięć minut przegranego przez Francuzów 7–8 finału z Nową Zelandią, zostając pierwszym w historii zawodnikiem, który zadebiutował w kadrze narodowej w finale Pucharu Świata.
Na kolejne powołanie do kadry czekał do maja 2013 roku, gdy po kontuzji Morgana Parry znalazł się we francuskim składzie odlatującym do Nowej Zelandii na serię meczów z All Blacks. Podczas niej pojawił się na boisku dwukrotnie, podobnie jak i w listopadowym okienku. Rozegrał następnie pełną kampanię w Pucharze Sześciu Narodów, a jego drużyna, mająca do ostatniej kolejki szansę na końcowy triumf, zajęła ostatecznie czwartą lokatę.

## Osiągnięcia
- Puchar świata w rugby: 2. miejsce – 2011
- Top 14: zwycięstwo – 2010/11, 2011/12
- ME U-18: zwycięstwo – 2009